# Глинище (Березинський район)
Глинище (біл. вёска Глінішча) — село в складі Березинського району Мінської області, Білорусь. Село підпорядковане Погостівській сільській раді, розташоване в східній частині області.